# 氏家夏彦
氏家 夏彦（うじいえ なつひこ、1955年8月9日 - ）は、TBSメディア総合研究所社長、TBSトライメディア社長、TBSディグネット社長を歴任後、メディアコーディネーターとして放送批評懇談会GALAC編集委員・事業委員会委員。NewsPicksプロピッカー。マスメディア評論家第一人者。

## 略歴・人物
2018年、電通総研フェロー、放送批評懇談会機関誌GALAC編集委員・副編集長。その後、フリーランス、メディアコンサルタント、放送批評懇談会・事業委員会委員、NewsPicks プロピッカー。

### 執筆・インタビュー
- ビジネスジャーナル（2013年3月10日） - 視聴率3位低迷のフジ、打開策とは？経営陣の無理な要求でテレビつまらなく…[3]
- ハフポスト（2014年3月1日） - Huluジャパンを日テレが買収で未成熟なSVOD市場が活性化するか[4]
- ハフポスト（2014年6月7日） - テレビは限界なのか？ 変化するメディア環境とイノベーション戦略[5]
- ハフポスト（2014年9月9日）- ブラジルの惨劇を納得させてくれた記事、ありがとう[6]
- マーケジン（2016年2月4日） - 広がるテレビの価値を計測し、あらゆる視聴の場で収益を得る新たなビジネスモデルを[7]
- 東洋経済（2017年7月6日） - テレビが生き残るカギは｢ネット連動｣にある[8]
- 読売新聞（2017年7月31日） - ＮＨＫ「ネット受信料」はなぜ問題か…「公共性」腰据えて議論を[9]